# Dana Strum
Dana Strum, vero nome Dana Strumwasser (Washington, 13 dicembre 1958), è un bassista statunitense heavy metal. È particolarmente noto per essere il bassista degli Slaughter.
Prima di questi era membro dei Vinnie Vincent Invasion, gruppo fondato da Vinnie Vincent, dove conobbe Mark Slaughter con cui successivamente fonderà gli Slaughter.
Egli è anche un amico di lunga data con Ozzy Osbourne, per il quale suonò brevemente il basso appena egli intraprese la carriera solista. Fu proprio Strum inoltre a raccomandare il chitarrista Randy Rhoads a Ozzy, con cui diventerà famoso.
Strum ha suonato con Vince Neil con cui partecipa alla produzione dell'album solista. Strum è inoltre un produttore e collaborò con band come Kik Tracee, Brunette, FireHouse ed altri per la produzione di loro materiale.
Fu sposato con la porno attrice Tami Monroe (1989-1990) e la modella svedese Peggy Trentini (1991-1992).

## Discografia

### Con i Vinnie Vincent Invasion
- Vinnie Vincent Invasion (1986)
- All Systems Go (1988)
- Archive Volumes I: Speedball Jamm (2002)

### Con gli Slaughter

#### Album in studio
- Stick It to Ya (1990)
- The Wild Life (1992)
- Fear No Evil (1995)
- Revolution (1997)
- Back to Reality (1999)

#### Live
- Stick It Live (1990)
- Eternal Live (1998)

#### Raccolte
- Mass Slaughter: The Best of Slaughter (1995)
- Then and Now (2002)
- The Best of Slaughter (2006)

### Con Vince Neil
- Tattoos and Tequila (2010)

### Altri album
- China Rain - Bed of Nails (1992)